# Yvann Mbaya
Yvann Mbaya, né le 16 mars 2001, est un joueur professionnel français de basket-ball évoluant au poste de pivot. Il évolue actuellement au sein de l’Alliance Sport Alsace (ASA) en Pro B.

## Biographie

### Formation et débuts
Yvann Mbaya est formé à l’INSEP et passe par le Centre fédéral de basket-ball où il évolue dans les championnats nationaux jeunes. Il est également international français dans les catégories U16 et U18.
Il rejoint ensuite les rangs de Limoges CSP où il intègre l’équipe professionnelle et dispute ses premières minutes en Jeep Élite (Betclic Élite aujourd’hui).

### Carrière en club
En 2022, Mbaya signe à l’Alliance Sport Alsace, où il obtient un temps de jeu régulier. Lors de la saison 2023-2024, il se distingue par ses qualités athlétiques et son rôle défensif central, devenant un joueur clé de la raquette alsacienne.

### Style de jeu
Mbaya est un pivot athlétique et puissant, particulièrement efficace au rebond et en protection de cercle. Il est également capable de finir près du panier grâce à sa mobilité et sa détente. Son profil lui vaut d’être considéré comme un joueur en développement avec un fort potentiel.

## Statistiques
Lors de la saison 2024-2025 en Pro B, il affiche en moyenne :
- 7,6 points
- 5,4 rebonds
- 0,9 contre

par match selon les données de **RealGM**.

## Clubs
- 2018–2021 : Centre fédéral de basket-ball
- 2021–2022 : Limoges CSP (Jeep Élite)
- depuis 2022 : Alliance Sport Alsace (Pro B)